# Euriptéridos

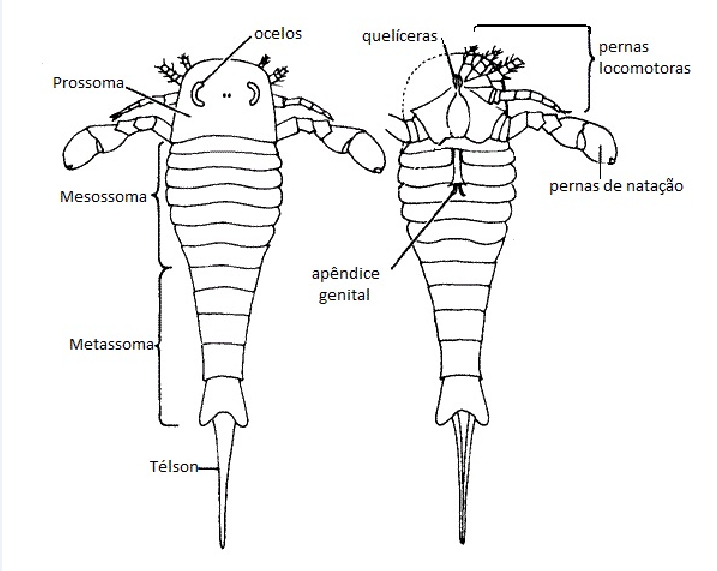
Morfologia tipica de Eurypterida

Eurypterida constituem uma ordem de artrópodes merostomados típicos do Paleozóico. Apesar de popularmente conhecidos como escorpiões-marinhos, não são relacionados com os escorpiões atuais. Eles poderiam ser pequenos, como o Eurypterus, como também os maiores artrópodes que já existiram na Terra, com dimensões que podiam alcançar a quase três metros de comprimento nos exemplares do gênero Jaekelopterus.
Os escorpiões-marinhos surgiram no período Cambriano e viviam em ambiente marinho pouco profundo onde eram predadores de topo de cadeia alimentar. O grupo inteiro desapareceu na Extinção Permo-Triássica.
Possuem um opistossoma dividido, com apêndices em forma de escamas no mesossoma e um metassoma estreito. Por evidências, algumas espécies se tornaram anfíbias ou semiterrestres. Também possuíam meio de locomoção do tipo natatório e rastejante.
O último par de apêndices do prossoma era bem grande e achatado na porção distal, acredita-se que era usado como remo. As quelíceras não era igual em todos Eurypterida, assim, alguns possuíam quelíceras pouco desenvolvidas e outros com quelíceras muito desenvolvidas e queladas.
Alguns animais anteriormente considerados euriptéridos primitivos, como o gênero Strabops do Cambriano do Missouri, agora são classificados como aglaspidídeos ou estrabópidos [en]. Os aglaspidídeos, antes considerados quelicerados primitivos, agora são vistos como um grupo mais intimamente relacionado aos trilobitas.